# Csesznák János (zalai alispán)
Kiszellői és nemesvarböki Csesznák János (Dekanovec, 1810. december 18. – Pusztamagyaród, 1901. április 3.), Zala vármegye másodalispánja, ügyvéd, táblabíró, főszolgabíró, földbirtokos.

## Élete
A római katolikus nemesi származású kiszellői és nemesvarböki Csesznák családban született. Apja kiszellői és nemesvarböki Csesznák József, táblabíró, földbirtokos, anyja Bogdán Terézia volt.
1834-től 1837-ig Zala vármegye másodalügyésze, 1837-től 1840-ig alszolgabíró. 1848-ban a csáktornyai kerületi törvényszéknek a tagja. Később a pacsai járás császári és Királyi Főbírója (főszolgabírója) 1854. március 31-e és 1858 között. Később 1862. július 8-a és 1863. február 28-a között Zala vármegye másodalispánjaként szolgált.

## Házassága és leszármazottjai
1843. május 15-én Zalaegerszegen feleségül vette az ősrégi nemesi származású felsőeőri Fábián Terézia (*Zalaegerszeg, 1822. november 3.–†Pusztamagyaród, 1880. február 16.) kisasszonyt,  akinek a szülei felsőőri Fábián István (1792-1848), táblabíró, zalaegerszegi ügyvéd, földbirtokos és nagyunyomi Sényi Terézia (1793–†?) voltak. Fábián Istvánné Sényi Teréziának a szülei nagyunyomi Sényi István (1765–1834), Zala vármegye főadószedője, földbirtokos és Tóth Anna (1757–1832) voltak; I. Ferenc magyar királytól 1807. július 17-én. Sényi Terézia fivére nagyunyomi Sényi Gábor (1796–1867), királyi tanácsos, Batthyány Fülöp herceg összes javainak kormányzója. Sényi Terézia halála után Fábián István újranősült; feleségül vette a lovászi és szentmargitai Sümeghy családból való lovászi és szentmargitai Sümeghy Franciska (1812-1890) kisasszonyt 1830. december 4-én Söjtörön, akitől született Fábián Terézia féltestvére felsőeőri Fábián János (1836–1902), mérnök, miniszteri osztálytanácsos, a Magyar Mérnök és Építész Egylet igazgatója. Csesznák János és felsőeőri Fábián Terézia frigyéből született:
- Csesznák Benő (*Pusztamagyaród, 1845. augusztus 9.–†Balatonföldvár, 1909. szeptember 27.), cs. és kir. altábornagy, a Vaskorona-rend lovagja.[8] Felesége: darásporpáczi Darázs Irma (*Porpác, 1848. április 18.–†Budapest, 1908. február 28.).[9]
- Csesznák Sándor (*1846. szeptember 11.–†Budapest, 1896. június 1.), Zalavármegye árvaszéki elnöke.[10] Neje: niczkilaki és ondódi Laky Amália (*Ondód, 1846. május 9.–†Zalaegerszeg, 1928. szeptember 10.).[11]
- Csesznák Ilona Jozefa (*Pusztamagyaród, 1849. április 5.). Férje: niczkilaki és ondódi Laky Kristóf (*Ondód, 1841. április 24.–†Szombathely, 1920. július 22.), kamarás, törvényszéki elnök, kúriai bíró.
- Csesznák József (*1849–†Andráshida, 1918. szeptember 24.), földbirtokos.[12] Neje: Szádár Mária.
- Csesznák Ödön. Neje: nemescsói Simon Ilona (*1864–Zalaegerszeg, 1943. május 30.).[13]